# Nad dziwną rzeką Sambation
Nad dziwną rzeką Sambation – książka historyczna w formie osobistego reportażu napisana przez Kalmana Segala. Większość akcji toczy się w Sanoku nad brzegami Sanu.
W tradycji żydowskiej Sambation to mityczna i legendarna rzeka wypływająca z raju, wzmiankowana przez Józefa Flawiusza, pełna skał i kamieni, która „gwałtownie toczy swe wody przez sześć dni tygodnia”. Za rzeką Sambation według tradycji żydowskiej żyje Dziesięć Plemion Izraela. Wielokrotnie podejmowano próby jej lokalizacji, ale bez powodzenia. Kalman Segal znalazł swój Sambation nad kamienistą i rwącą rzeką San. Rzekę, z głębi której wylatują kamienie – zabijają one każdego, kto śmiałby wodę przekroczyć. Biedna dziewczyna nie potrafiła przeforsować mieszczańskich uprzedzeń niedoszłych teściów, nie potrafiła przekroczyć dziwnej rzeki, wybrała śmierć. Trzy narodowości żyjące obok siebie pod okiem miejscowej władzy zużywają całą energię i pasję na wzajemnym zaciekłym zwalczaniu się przy byle okazji – rzeka Sambation pozostała nie przekroczona. W Miasteczku Segala nie ma już Żydów a dzielnica Berka Joselewicza została zrównana z ziemią, ale czy niedobre koryto rzeki Sambation wyschło zupełnie, pyta autor.
Kalman Segal urodził się w Sanoku. Książka opisuje przedwojenny Sanok oraz życie w powojennej Polsce. Na jej łamach pisarz przedstawił różne aspekty ekonomiczne, polityczne i kulturalne z życia mieszkańców. Opisał m.in. małomiasteczkowe społeczeństwo żydowskie, brud i nędzę robotników oraz bogate kupiectwo i elitę miasta. Autor w namiętny, oskarżycielski i czasami przesadny sposób kreśli sylwetki przedstawicieli społeczeństwa, sadystycznych nauczycieli, robotników oraz znęcanie się podoficerów na rekrutach.
Spośród placówek publicznych najbardziej rzuca się gimnazjum im. Królowej Zofii, które daje powód do szczycenia się wyniesionym wykształceniem oraz prywatne gimnazjum żeńskie z zapuszczonym, „smutnym podwórkiem”. Pomiędzy dwoma budynkami szkolnymi obok wejścia do parku miejskiego, imponujący budynek Towarzystwa Sokół. Instytucja najbardziej wytworna, skupiająca przedwojenną towarzyską elitę miasta i złotą młodzież z kastowymi zasadami – „można przypuszczać, że gdyby to było sto lat wcześniej, przyjmowano by tylko rodowitą szlachtę”. Na drugim końcu plasuje się organizacja Strzelec, w której działacze nie patrzyli na pochodzenie. Swoiste zrównoważenie istnienia Sokoła, ale i sanacyjna alter propozycja dla lewicowych organizacji. Opowiada historię ulicy Bogatych Sklepów z Żydami o dostojnym wyglądzie, europejskich i światowych. Z biegiem lat coraz biedniejszą, którą po dziesięciu latach Polski Ludowej zamieszkiwali już tylko „prości ludzie”.
Pierwsza część książki to entuzjastyczny opis atmosfery spotkań młodych komunistów, opisany przez członka organizacji o „internacjonalistycznej doktrynie”. Autor wspomina o aresztowaniu i osadzeniu w miejskiej „kozie”, w podziemiu ratusza. Ponadto opisał, ze swojej perspektywy, życie społeczne i polityczne przedwojennego Sanoka. Bazował m.in. na przytoczonej rozmowie w Prezydium Rady Narodowej w Sanoku z tamtejszym sekretarzem Komitetu Miejskiego PZPR. Okres okupacji to przeprawy na drugą stronę rzeki okupowanej przez Związek Radziecki, czasami obmacywanej reflektorami niemieckich pograniczników. Ten rozdział książki o sobie i ludziach Sanoka, nazwany został przez autora osobistymi „wspominkami”, co dla recenzentów książki okaże się tylko kokieteryjną skromnością na „bolesne i ponure widoki togo, co było”.
Druga połowa książki to najprawdopodobniej autorska podróż przez miasta Polski Ludowej, gdzie dziennikarz poznaje i komentuje ówczesną rzeczywistość społeczno-polityczną, w tym małomiasteczkową bigoterię (której według autora nie ma już w arcykatolickiej Francji oraz we Włoszech, a wciąż występuje w Polsce), antysemityzm szeregowych funkcjonariuszy. Autor wzmiankuje także o powojennej walce z faszystowskimi bandami, których członkami byli wg niego wychowankowie i faworyci sanacyjnego rządu, opisując, iż polscy i ukraińscy nacjonaliści solidarnie połączeni zabijali polskich żołnierzy, działaczy wprowadzających władzę ludową, byłych więźniów Oświęcimia i Dachau oraz palących wsie, dodając, iż bandy UPA, WIN i NSZ rujnowały Podkarpacie przez prawie trzy lata. Pisarz opisał także sytuację w Lesku. Książka-reportaż kończy się optymistycznym apokryfem, marzeniem młodego komunisty. Marksistowska utopia wolności staje się rzeczywistością. Dziennikarz i piękna Cyganka inscenizują „marksistowskie przekazanie równości”. 
Pierwszymi czytelnikami książki byli Marian Pankowski i Henryk Schnitzer.
Stronę tytułową zaprojektował Marian Stachurski, a zilustrowała czarno-białą grafiką Teresa Obmińska.

## Literatura
- Józef Wróbel: Tematy żydowskie w prozie polskiej 1939-1987, 1991.
- Tomasz Chomiszczak: Kultura, sport i rozrywka w Śródmieściu, „Tygodnik Sanocki”, 2008.
- Marian Pankowski: Sąsiadowaliśmy w Sanockim Gimnazjum, 2008.